# Championnat de Belgique de football 1960-1961
Navigation
Saison précédente Saison suivante
Le championnat de Belgique de football 1960-1961 est la 58e saison du championnat de première division belge. Son nom officiel est « Division 1 ». 
Après un premier tour perturbé par de nombreuses remises, quatre équipes se détachent en tête du classement. Deux sont basées à Bruxelles, le Sporting Anderlechtois et le Daring Club de Bruxelles, les deux autres sont les deux clubs liégeois, le Standard et le FC Liégeois. Le Daring lâche prise le premier, tandis que le Standard décroche ses deux derniers poursuivants lors des deux dernières journées. Le Lierse, champion en titre, loupe complètement sa saison et ne termine qu'à la douzième place.
En fin de tableau, les deux places de relégables sont longtemps occupées par les promus du Patro Eisden et le RCS Verviers. Lors des dix dernières rencontres, ces deux équipes prennent des points et réduisent leur retard sur les clubs classés juste devant eux et parviennent à entretenir le suspense. Malheureusement, le réveil est trop tardif pour ces eux équipes, qui quittent définitivement la Division 1 après une seule saison pour Eisden et vingt pour Verviers, dont cinq consécutivement.
L'Union Saint-Gilloise devient cette saison le troisième club à atteindre le cap des cinquante saisons de présence dans la plus haute division nationale. Sauvé de peu en fin de parcours, le matricule 10 est désigné pour représenter la Belgique en Coupe des Villes de Foires la saison suivante.

## Clubs participants
Seize clubs prennent part à ce championnat, soit le même nombre que lors de l'édition précédente. Ceux dont le matricule est mis en gras existent toujours aujourd'hui.
| #  | Nom                                        | Mat. | Ville                 | Stades                       | Entraîneur         | En D1 depuis (série) | Total en D1 | Saison précédente |
| -- | ------------------------------------------ | ---- | --------------------- | ---------------------------- | ------------------ | -------------------- | ----------- | ----------------- |
| 1  | Koninklijke Sportclub Eendracht Aalst      | 90   | Alost                 | Stade Pierre Cornelis        | ?                  | 1960-1961 (1re)      | 6e          | Division 2 : 1er  |
| 2  | Royal Sporting Club Anderlechtois          | 35   | Anderlecht            | Stade Émile Versé            | Pierre Sinibaldi   | 1935-1936 (24e)      | 30e         | 2e                |
| 3  | Royal Antwerp Football Club                | 1    | Anvers                | Bosuilstadion                | Viktor Havlicek    | 1901-1902 (52e)      | 57e         | 8e                |
| 4  | Royal Beerschot Athletic Club              | 13   | Anvers                | Kiel                         | Béla Sárosi        | 1907-1908 (46e)      | 52e         | 4e                |
| 5  | Royal Football Club Brugeois               | 3    | Bruges                | De Klokke                    | Norberto Höfling   | 1959-1960 (2e)       | 39e         | 13e               |
| 6  | Royal Daring Club de Bruxelles             | 2    | Molenbeek             | Stade Edmond Machtens        | André Riou         | 1959-1960 (2e)       | 40e         | 11e               |
| 7  | Royal Olympic Club Charleroi               | 246  | Montignies-sur-Sambre | Stade de la Neuville         | Emerich Grunbaum   | 1956-1957 (5e)       | 20e         | 10e               |
| 8  | Patro Eisden                               | 3434 | Eisden                | ?                            | ?                  | 1960-1961 (1re)      | 1re         | Division 2 : 2e   |
| 9  | Association Royale Athlétique La Gantoise  | 7    | Gentbrugge            | Stade Jules Otten            | Louis Verstraeten  | 1936-1937 (22e)      | 33e         | 9e                |
| 10 | Royal Football Club Liégeois               | 4    | Rocourt               | Stade Vélodrome Oscar Flesch | Jean Cornili       | 1945-1946 (16e)      | 32e         | 5e                |
| 11 | Royal Standard Club Liège                  | 16   | Sclessin              | Stade de Sclessin            | Géza Kalocsay      | 1921-1922 (37e)      | 42e         | 7e                |
| 12 | Koninklijke Lierse Sportkring              | 30   | Lierre                | Herman Vanderpoortenstadion  | Hubert D'Hollander | 1953-1954 (8e)       | 26e         | 1er               |
| 14 | Union Saint-Gilloise Société Royale        | 10   | Forest                | Stade Joseph Marien          | ?                  | 1951-1952 (10e)      | 50e         | 6e                |
| 13 | Koninklijke Sint-Truidense Voetbalverening | 373  | Saint-Trond           | Stayenveld                   | Raymond Goethals   | 1957-1958 (4e)       | 4e          | 12e               |
| 15 | Royal Club Sportif Verviétois              | 8    | Verviers              | Stade du Panorama            | Joseph Pannaye     | 1956-1957 (5e)       | 20e         | 14e               |
| 16 | Waterschei Sportvereniging THOR            | 553  | Genk                  | Stade André Dumont           | André Bollen       | 1957-1958 (4e)       | 6e          | 3e                |

### Localisation des clubs
| Antwerp FC Beerschot AC Lierse SK FC Brugeois La Gantoise E. Aalst Bruxelles Olympic CC Patro Eisden Waterschei Sint-Truidense VV Standard CL FC Liégeois CS Verviétois |

#### Localisation des clubs bruxellois
Les 3 cercles bruxellois sont :
(5) R. Daring CB
(6) R. SC Anderlechtois
(7) Union Saint-Gilloise SR

## Point de règlement
Cette saison 1960-1961 est la dernière pendant laquelle l'URBSFA départage les égalité de points en donnant la préséance au plus petit nombre de défaites. À partir de l'exercice suivant, le plus grand nombre de victoires sera le critère décisif.

## Déroulement de la saison

### Les équipes liégeoises en tête
Trois formations se détachent lors des cinq premières journées : le Standard de Liège, le Daring Club de Bruxelles et le Club Liégeois. Anderlecht débute par une large victoire (0-7) à l'Olympic de Charleroi, mais concède ensuite deux partages. Les moins bonnes entames sont celles de Saint-Trond et de l'Antwerp, qui ne marquent que trois points, alors que le Patro Eisden et Verviers n'en ont marqué qu'un seul.
Les « Rouches » creusent l'écart avec leurs poursuivants pendant les dix premières journées, profitant des contre-performances de leurs rivaux contre des équipes moins bien classées. Anderlecht ne parvient pas à suivre le rythme et concède une défaite à Sclessin (2-1), suivie d'un partage à Verviers, en lutte pour le maintien. Le Standard subit sa première défaite à son dixième match sur le terrain de La Gantoise (2-1) et voit le FC Liège, victorieux du Patro Eisden (3-1) revenir à un point. Anderlecht revient à trois points de la première place, à égalité de points avec la surprenante Eendracht Alost.

### Une fin de premier tour perturbée
La suite du premier tour est perturbée par des remises et voit les leaders perdre des points tour à tour. Le Standard s'incline à deux reprises, à domicile contre Waterschei puis en déplacement au Daring, chaque fois sur le score de 2-1. Le FC Liégeois n'en profite pas vraiment et ne gagne qu'une rencontre face au Beerschot, concédant deux partages contre Alost et l'Antwerp. Anderlecht, troisième, s'impose à Eisden mais partage contre le Club Brugeois et perd sur le terrain du Beerschot.
À la mi-saison, le classement est fortement affecté par ces remises. Le FC Liégeois, qui a disputé treize rencontres, est en tête avec 19 points, suivi par cinq équipes à seize points : le Standard (12 matches joués), Alost (13 matches joués) et le Daring (13 matches joués), le Beerschot (14 matches joués) et Anderlecht (13 matches joués), ce dernier comptant toutefois une victoire de moins que les quatre autres.
| Classement le 25 décembre 1960 |                 |    |    |   |   |    |                  |    |    |   |   |     |                   |    |    |   |   |     |               |    |    |   |
| P                              | Clubs           | J  | P  | V |   | P  | Clubs            | J  | P  | V |   | P   | Clubs             | J  | P  | V |   | P   | Clubs         | J  | P  | V |
| 1.                             | FC Liégeois     | 13 | 19 | 8 | X | 2. | Beerschot AC     | 14 | 16 | 7 | X | 9.  | Union St-Gilloise | 13 | 12 | 6 | X | 13. | FC Brugeois   | 12 | 10 | 1 |
| 2.                             | Standard CL     | 12 | 16 | 7 | X | 6. | SC Anderlechtois | 13 | 16 | 6 | X | 10. | Lierse SK         | 12 | 12 | 6 | X | 14. | Antwerp FC    | 13 | 9  | 3 |
| 2.                             | Eendracht Aalst | 13 | 16 | 7 | X | 7. | THOR Waterschei  | 13 | 14 | 6 | X | 11. | Olympic Charleroi | 12 | 12 | 4 | X | 15. | CS Verviétois | 12 | 7  | 2 |
| 2.                             | Daring CB       | 13 | 16 | 7 | X | 8. | ARA La Gantoise  | 13 | 13 | 5 | X | 12. | St-Truidense VV   | 13 | 11 | 4 | X | 16. | Patro Eisden  | 13 | 5  | 1 |

### Reprise difficile pour les équipes de tête
Après la trêve, le FC Liégeois vit un hiver difficile en concédant trois partages face à La Gantoise, Anderlecht et le Daring, conjugués à une défaite face aux rivaux du Standard de Liège, à qui ils doivent laisser la première place et face à Waterschei. À la mi-février, Anderlecht occupe la première place, avec un point d'avance sur Liège et deux sur le Standard, qui compte toutefois deux matches de retard.
En bas de classement, Verviers et Eisden sont toujours bloqués aux deux dernières places. S'ils parviennent à récolter quelques points çà et là, cela s'avère insuffisant pour rattraper les équipes juste devant eux.
| Positions le 19 février 1961 |                  |       |       |       |     |     |     |          |                   |          |          |          |
| Top 6                        | Top 6            | Top 6 | Top 6 | Top 6 | ... | ... | ... | Bottom 6 | Bottom 6          | Bottom 6 | Bottom 6 | Bottom 6 |
| P                            | Clubs            | J     | P     | V     |     |     |     | P        | Clubs             | J        | P        | V        |
| 1.                           | SC Anderlechtois | 20    | 27    | 10    | X   | ... | X   | 11.      | FC Brugeois       | 19       | 18       | 4        |
| 2.                           | FC Liégeois      | 20    | 26    | 10    | X   | ... | X   | 12.      | St-Truidense VV   | 19       | 17       | 6        |
| 3.                           | Standard CL      | 18    | 25    | 10    | X   | ... | X   | 13.      | Olympic Charleroi | 18       | 17       | 5        |
| 4.                           | Daring CB        | 20    | 20    | 9     | X   | ... | X   | 14.      | Union St-Gilloise | 20       | 16       | 8        |
| 5.                           | Beerschot AC     | 20    | 23    | 10    | X   | ... | X   | 15.      | Patro Eisden      | 20       | 10       | 3        |
| 6.                           | Eendracht Aalst  | 20    | 23    | 9     | X   | ... | X   | 16.      | CS Verviétois     | 18       | 9        | 3        |

### Printemps décisif
Le mois de mars donne lieu à de nombreuses rencontres d'alignement, resserrant les rangs en haut du classement. Au début du mois, les deux équipes liégeoises sont en tête avec trente points, les deux cercles bruxellois suivant avec 29 unités. Le Standard profite de ces matches pour reprendre la pole-position. À la fin du mois, quatre équipes peuvent encore prétendre au titre de champion : le FC Liégeois, le Standard de Liège, le Sporting Anderlechtois et le Daring de Bruxelles, chacune ayant occupé à un moment ou l'autre la tête du championnat. Lors de la 25e journée disputée le 26 mars 1961, le FC Liégeois reprend la tête à la faveur de sa victoire 2-0 face au Lierse, conjuguée au partage du Standard sur le terrain du FC Brugeois (1-1).
La lutte pour le maintien semble relancée car l'Union Saint-Gilloise stagne à la quatorzième place mais les deux menacés se neutralisent, chacun l'emportant à domicile sur l'autre. À la mi-mars, les « Unionistes » n'ont plus que quatre points d'avance sur le premier siège basculant
| Positions le 19 mars 1961 |                  |       |       |       |     |     |     |          |                   |          |          |          |
| Top 6                     | Top 6            | Top 6 | Top 6 | Top 6 | ... | ... | ... | Bottom 6 | Bottom 6          | Bottom 6 | Bottom 6 | Bottom 6 |
| P                         | Clubs            | J     | P     | V     |     |     |     | P        | Clubs             | J        | P        | V        |
| 1.                        | Standard CL      | 24    | 34    | 13    | X   | ... | X   | 11.      | St-Truidense VV   | 24       | 21       | 8        |
| 2.                        | SC Anderlechtois | 24    | 33    | 13    | X   | ... | X   | 12.      | Olympic Charleroi | 24       | 21       | 5        |
| 2.                        | FC Liégeois      | 14    | 33    | 13    | X   | ... | X   | 13.      | ARA La Gantoise   | 24       | 20       | 6        |
| 4.                        | Daring CB        | 24    | 29    | 11    | X   | ... | X   | 14.      | Union St-Gilloise | 24       | 19       | 9        |
| 5.                        | Eendracht Aalst  | 25    | 24    | 9     | X   | ... | X   | 15.      | CS Verviétois     | 24       | 15       | 5        |
| 6.                        | THOR Waterschei  | 24    | 25    | 11    | X   | ... | X   | 16.      | Patro Eisden      | 24       | 14       | 5        |

La quinzième journée de compétition, prévue à l'origine à la fin du mois de décembre 1960, est décalée après la trentième et dernière journée. Les dernières rencontres d'alignement sont jouées au début du mois d'avril et permettent au Standard de redépasser le FC Liégeois. Le Daring lâche prise le premier après être resté cinq matches sans victoires (quatre défaites et un nul) et doit laisser filer le trio de tête. Le Standard profite du partage du FC Liégeois sur le terrain de Bruges pour prendre un peu d'avance avant les trois dernières journées. Les « Rouches » comptent alors respectivement deux et trois points d'avance sur les « Snag & Marine » et les « Mauves ». 
Lors de la 29e journée, la 28e effectivement disputée, le Standard est contraint au partage par Waterschei (1-1) et Anderlecht est battu à domicile par le Patro Eisden (0-1), rendant mathématiquement impossible la conquête d'un nouveau titre. Le FC Liégeois, victorieux de l'Eendracht Alost (3-1), revient à un point du leader. Mais cet espoir ne dure qu'une semaine pour le « matricule 4 », qui s'incline à l'Antwerp le week-end suivant (3-2), tandis que le Standard s'impose largement devant le Daring (7-0) et s'assure d'un nouveau titre de champion de Belgique.
La victoire d'Eisden à Anderlecht lors de la 29e journée, le partage de Verviers au Lierse et la défaite de l'Union au Beerschot relance la course au maintien, les bruxellois ne comptant plus que trois points d'avance avec deux matches encore à jouer. Mais le suspense ne dure là aussi qu'une semaine. Malgré une nouvelle défaite contre Waterschei, l'Union est mathématiquement sauvée car ni Verviers (0-0 contre l'Olympic), ni Eisden (0-5 contre La Gantoise) ne parviennent à s'imposer.
La quinzième journée est alors jouée sans le moindre enjeu. Le Sporting Anderlechtois, déjà assuré de la troisième place, est battu à domicile par La Gantoise (1-2), score qui sera transformé en une défaite 0-5 car les « Mauves » avaient aligné un joueur non-qualifié, en l'occurrence Wilfried Puis, que le club souhaite transférer de l'AS Ostende. Pour le voir à l'œuvre dans l'équipe, les dirigeants décident de l'aligner malgré la sanction prévisible, celle-ci n'ayant aucun impact sur le classement.

## Résultats et classement

### Résultats des rencontres
Avec seize clubs engagés, 240 matches sont au programme de la saison.
| Résultats (▼dom., ►ext.)                                   | AAL | AND | ANT | BEE | BRU | DAR | EIS | GAN | FCL | LIE | OLY | STA | USG | STT | VER | WAT |
| K. SC Eendracht Aalst                                      |     | 0-0 | 3-2 | 1-1 | 3-1 | 1-2 | 2-0 | 1-1 | 2-2 | 1-3 | 2-2 | 3-3 | 2-0 | 3-0 | 0-4 | 3-1 |
| R. SC Anderlechtois                                        | 7-0 |     | 3-2 | 1-0 | 0-0 | 1-0 | 0-1 | 0-5 | 2-3 | 4-0 | 1-1 | 1-1 | 3-0 | 1-0 | 2-2 | 3-1 |
| R. Antwerp FC                                              | 2-1 | 0-2 |     | 3-0 | 0-0 | 2-3 | 2-2 | 1-3 | 3-2 | 2-1 | 1-0 | 1-4 | 3-1 | 2-0 | 4-1 | 2-2 |
| R. Beerschot AC                                            | 9-2 | 1-0 | 2-1 |     | 2-3 | 2-1 | 3-2 | 2-0 | 0-2 | 3-0 | 3-1 | 1-2 | 3-0 | 1-1 | 1-0 | 0-0 |
| R. FC Brugeois                                             | 2-2 | 3-2 | 1-1 | 3-2 |     | 4-2 | 3-1 | 0-1 | 1-1 | 4-1 | 3-0 | 1-1 | 1-2 | 2-0 | 1-1 | 0-0 |
| R. Daring CB                                               | 0-0 | 1-0 | 1-1 | 1-0 | 1-0 |     | 2-1 | 3-1 | 1-1 | 2-2 | 1-1 | 3-1 | 1-3 | 0-3 | 2-0 | 3-0 |
| Patro Eisden                                               | 3-1 | 0-1 | 2-0 | 0-1 | 1-1 | 0-1 |     | 0-5 | 1-3 | 0-2 | 2-2 | 0-3 | 1-1 | 0-0 | 3-2 | 2-1 |
| ARA La Gantoise                                            | 1-2 | 3-1 | 1-2 | 3-0 | 4-1 | 0-1 | 1-1 |     | 1-1 | 1-1 | 1-1 | 2-1 | 1-3 | 3-0 | 0-2 | 4-2 |
| R. FC Liégeois                                             | 3-1 | 0-0 | 1-1 | 3-2 | 1-1 | 0-0 | 3-1 | 2-1 |     | 2-0 | 1-1 | 0-0 | 2-1 | 1-0 | 1-0 | 0-1 |
| K. Lierse SK                                               | 3-1 | 1-2 | 2-2 | 1-1 | 6-2 | 3-4 | 1-0 | 1-0 | 1-1 |     | 1-0 | 0-6 | 3-2 | 2-0 | 1-1 | 3-1 |
| R. Olympic CC                                              | 1-1 | 0-7 | 2-0 | 4-1 | 3-0 | 2-1 | 1-0 | 1-1 | 0-3 | 0-0 |     | 0-2 | 1-0 | 1-2 | 0-0 | 1-1 |
| R. Standard CL                                             | 3-0 | 2-1 | 2-0 | 1-0 | 2-2 | 7-0 | 4-0 | 3-1 | 2-0 | 2-1 | 0-0 |     | 2-0 | 1-0 | 5-2 | 1-2 |
| Union St-Gilloise SR                                       | 5-2 | 0-2 | 0-1 | 1-3 | 4-1 | 3-4 | 4-0 | 2-1 | 0-9 | 4-4 | 1-0 | 0-0 |     | 3-0 | 1-0 | 0-1 |
| K. Sint-Truidense VV                                       | 2-2 | 2-2 | 1-0 | 0-0 | 4-0 | 1-0 | 2-0 | 3-2 | 1-0 | 3-1 | 1-1 | 0-2 | 1-0 |     | 1-0 | 0-0 |
| R. CS Verviétois                                           | 0-4 | 0-2 | 2-2 | 0-0 | 0-3 | 2-1 | 2-0 | 2-2 | 0-1 | 2-0 | 0-0 | 3-3 | 1-0 | 1-3 |     | 1-3 |
| Waterschei SV THOR                                         | 1-0 | 2-4 | 3-0 | 2-3 | 2-1 | 2-1 | 0-2 | 2-2 | 0-1 | 5-0 | 5-0 | 1-1 | 4-0 | 2-1 | 4-0 |     |
| - Victoire à domicile - Match nul - Victoire à l'extérieur |     |     |     |     |     |     |     |     |     |     |     |     |     |     |     |     |

- Note: La rencontre « SC Anderlechtois - AA La Gantoise » (15e journée jouée après la 30e) se termine sur le score de 1-2 en faveur des « Buffalos ». Mais le Comité Sportif inflige une défaite par forfait (0-5) aux « Mauves » car ceux-ci ont aligné un joueur non-qualifié.

### Évolution du classement journée par journée

#### Leader du classement journée par journée
Le tableau suivant présente les différentes équipes ayant occupé la première place du classement à la fin de la journée de compétition indiquée, même si certaines rencontres sont reportées. En cas de matches d'alignement disputés entre deux journées, les résultats de ceux-ci affectent les positions au classement au terme de la journée effective suivante. En cas d'égalité de points et de victoires, le leader donné est l'équipe ayant la meilleure différence de buts, même si, pour rappel, ce critère n'est pas pris en compte pour départager les formations en cas de montée ou descente.

### Classement final
| Rang | Équipe                  | Pts | J  | G  | N  | P  | Bp | Bc | Diff |
| ---- | ----------------------- | --- | -- | -- | -- | -- | -- | -- | ---- |
| 1    | R. STANDARD CL          | 45  | 30 | 18 | 9  | 3  | 67 | 25 | +42  |
| 2    | R. FC Liégeois          | 41  | 30 | 15 | 11 | 4  | 50 | 25 | +25  |
| 3    | R. SC Anderlechtois     | 37  | 30 | 15 | 7  | 8  | 56 | 28 | +28  |
| 4    | R. Beerschot AC         | 33  | 30 | 13 | 7  | 10 | 47 | 38 | +9   |
| 5    | R. Daring CB            | 33  | 30 | 13 | 7  | 10 | 42 | 44 | -2   |
| 6    | Waterschei SV THOR      | 32  | 30 | 13 | 6  | 11 | 49 | 39 | +10  |
| 7    | K. Sint-Truidense VV    | 31  | 30 | 12 | 7  | 11 | 32 | 33 | -1   |
| 8    | R. FC Brugeois          | 29  | 30 | 9  | 11 | 10 | 45 | 50 | -5   |
| 9    | R. Antwerp FC           | 29  | 30 | 11 | 7  | 12 | 46 | 46 | 0    |
| 10   | K. SC Eendracht Aalst   | 28  | 30 | 9  | 10 | 11 | 47 | 63 | -16  |
| 11   | ARA La Gantoise         | 28  | 30 | 10 | 8  | 12 | 49 | 43 | +6   |
| 12   | K. Lierse SK T          | 28  | 30 | 10 | 8  | 12 | 45 | 58 | -13  |
| 13   | R. Olympic CC           | 28  | 30 | 6  | 14 | 10 | 27 | 42 | -15  |
| 14   | Union Saint-Gilloise SR | 23  | 30 | 10 | 3  | 17 | 41 | 57 | -16  |
| 15   | R. CS Verviétois        | 19  | 30 | 5  | 9  | 16 | 27 | 51 | -24  |
| 16   | Patro Eisden            | 18  | 30 | 6  | 6  | 18 | 26 | 54 | -28  |

Légende
- Champion de Belgique 1961, qualifié pour la Coupe des clubs champions européens
- Club inscrit en Coupe des villes de foires pour la saison suivante
- Club relégué pour la saison suivante

Abréviations
T : Tenant du titre 1960

 : club promu de Division 2 depuis la saison précédente

### Meilleur buteur
Victor Wégria (R. FC Liégeois), avec 23 buts. Il est le deuxième joueur différent à terminer meilleur buteur à trois reprises, le premier à réussir cette performance lors de trois saisons consécutives.

#### Classement des buteurs
Le tableau ci-dessous reprend les 21 meilleurs buteurs du championnat, soit les joueurs ayant inscrit dix buts ou plus durant la saison.
| #   | Pays | Joueur                 | Club                    | Buts | Matches joués |
| --- | ---- | ---------------------- | ----------------------- | ---- | ------------- |
| 1.  |      | Victor Wégria          | R. FC Liégeois          | 23   | 30            |
| 2.  |      | Eddy Bertels           | R. Antwerp FC           | 19   | 26            |
| =.  |      | István Sztáni          | R. Standard CL          | 19   | 30            |
| 4.  |      | Éric Lambert           | ARA La Gantoise         | 18   | 29            |
| 5.  |      | André Assaka           | R. Daring CB            | 15   | 27            |
| 6.  |      | Antoine Van Poelvoorde | SC Eendracht Alost      | 14   | 29            |
| =.  |      | Théophile Lolinga      | K. Sint-Truidense VV    | 14   | 30            |
| 8.  |      | Maurice Willems        | ARA La Gantoise         | 13   | 26            |
| =.  |      | Roger Claessen         | R. Standard CL          | 13   | 29            |
| =.  |      | Paul Van Himst         | R. SC Anderlechtois     | 13   | 30            |
| 11. |      | Jacques Stockman       | R. SC Anderlechtois     | 12   | 21            |
| =.  |      | Léon Ritzen            | Waterschei SV THOR      | 12   | 22            |
| =.  |      | Lucien Mertens         | Union Saint-Gilloise SR | 12   | 26            |
| =.  |      | Maximilien Mayunga     | R. Daring CB            | 12   | 30            |
| 15. |      | Frans Drieskens        | R. Beerschot AC         | 11   | 19            |
| 16. |      | Aloïs Goossens         | K. Lierse SK            | 10   | 22            |
| =.  |      | Roger Vangansbeke      | R. FC Brugeois          | 10   | 24            |
| =.  |      | Louis Vanhemelrijck    | R. Beerschot AC         | 10   | 25            |
| =.  |      | Frans Van Roosbroeck   | K. Lierse SK            | 10   | 28            |
| =.  |      | Damasius Mantels       | Waterschei SV THOR      | 10   | 29            |
| =.  |      | Jef Van Gool           | R. Antwerp FC           | 10   | 30            |

## Parcours européen des clubs belges

### Parcours du Lierse SK en Coupe des clubs champions
Pour sa découverte du football européen, le Lierse n'est pas gâté puisqu'il affronte le FC Barcelone dès le tour préliminaire de la Coupe des clubs champions. Malgré deux défaites (2-0 et 0-3), les « Pallieters » réalisent une prestion honorable. Le match retour, en Belgique, est joué au stade du Heysel afin de garantir une meilleure recette.

### Parcours de l'Union en Coupe des Villes de Foires
L'Union Saint-Gilloise ne réitère pas son exploit de l'édition précédente. Le club bruxellois est éliminé dès les huitièmes de finale, autrement dit le premier tour. Contre l'AS Rome, le match aller au stade Joseph Marien se solde par un partage (0-0), mais le club italien fait la différence au retour (4-1) et élimine l'Union.

### Création de la Coupe d'Europe des vainqueurs de coupe
Une troisième compétition européenne est instaurée. Elle reçoit le nom de Coupe d'Europe des vainqueurs de coupe. Elle est réservée aux clubs vainqueurs des coupes nationales. La première édition ne regroupe que 10 clubs et est remportée par la Fiorentina qui bat les Glasgow Rangers en finale.
La Coupe de Belgique n'étant pas organisée, aucun club belge ne participe à cette compétition lors des quatre premières éditions.

## Récapitulatif de la saison
- Champion : R. Standard CL (2e titre)
- Onzième équipe à remporter deux titres de champion de Belgique
- Septième titre pour la province de Liège.

| Région flamande (9)             | Région flamande (9) | Province de Brabant (3)      | Province de Brabant (3) | Région wallonne (4)    | Région wallonne (4) |
| ------------------------------- | ------------------- | ---------------------------- | ----------------------- | ---------------------- | ------------------- |
| Province d'Anvers               | 3                   | Région de Bruxelles-Capitale | 3                       | Province de Hainaut    | 1                   |
| Province de Flandre-Occidentale | 1                   | Province du Brabant flamand  | 0                       | Province de Liège      | 3                   |
| Province de Flandre-Orientale   | 2                   | Province du Brabant wallon   | 0                       | Province de Luxembourg | 0                   |
| Province de Limbourg            | 3                   |                              |                         | Province de Namur      | 0                   |

1. ↑  Au niveau footballistique, la province de Brabant est toujours unitaire malgré sa partition territoriale en 1995.

### Admission et relégation
Le CS Verviétois et un des promus, le Patro Eisden, sont relégués en Division 2. Ils sont remplacés par le K. FC Diest, promu pour la première fois parmi l'élite, et le R. CS Brugeois, qui retrouve la première division après quinze saisons d'absence.

### Débuts en Division 1
Un club fait ses débuts dans la plus haute division belge. Il est le 50e club différent à y apparaître.
- Le Patro Eisden est le 4e club de la province de Limbourg à évoluer dans la plus haute division belge.

### Changement d'appellation
Reconnu « Société Royale » à la fin de la saison, le Waterschei SV THOR adapte son appellation et devient le Koninklijke Waterschei SV THOR.

### Bilan de la saison
| Championnat de Belgique de football 1960-1961 |                           |
| Champion                                      | R. Standard CL (2e titre) |
| Dauphin                                       | R. FC Liégeois            |
| Qualifications continentales                  |                           |
| Coupe des clubs champions européens 1961-1962 | R. Standard CL            |
| Coupe des villes de foires 1961-1962          | Union Saint-Gilloise SR   |
| Promotions et relégations                     |                           |
| Promus en Division 1                          | K. FC Diest               |
| Promus en Division 1                          | R. CS Brugeois            |
| Relégués en Division 2                        | R. CS Verviétois          |
| Relégués en Division 2                        | Patro Eisden              |